# Stretton-on-Fosse
Stretton-on-Fosse – wieś w Anglii, w hrabstwie Warwickshire, w dystrykcie Stratford-on-Avon. Leży 27 km na południe od miasta Warwick i 123 km na północny zachód od Londynu.